# Emmy Noether
Amalie Emmy Noether (ur. 23 marca 1882 w Erlangen, zm. 14 kwietnia 1935 w Bryn Mawr w stanie Pensylwania) – niemiecka matematyczka i fizyczka, znana głównie dzięki osiągnięciom w teorii pierścieni i rozwinięciu nowej gałęzi matematyki – algebry abstrakcyjnej. Bywa opisywana jako „najważniejsza kobieta w historii matematyki”. Albert Einstein pisał o niej:
„Panna Noether stale służy mi radą przy opracowywaniu moich projektów i (...) to w istocie dzięki niej stałem się osobą kompetentną w tej dziedzinie”.

## Życiorys
Emmy Noether urodziła się w 1882 roku w Erlangen w rodzinie żydowskiej. Jej ojciec, Max Noether, był znanym profesorem matematyki. Ponieważ w owym czasie większość ścieżek kariery akademickiej była dla kobiet zamknięta, studiowała oficjalnie pedagogikę. Na wykłady z matematyki mogła uczęszczać jedynie jako wolny słuchacz. Jej talent matematyczny został jednak dostrzeżony przez wykładowców, którzy znali i przyjaźnili się z jej ojcem. Dzięki temu ostatecznie została dopuszczona do egzaminów.
W 1907 roku doktoryzowała się na Uniwersytecie w Erlangen. Ze względu na płeć nie mogła występować w roli profesora. Mogła jedynie podjąć pracę jako pomoc wykładowcy, nie otrzymując wynagrodzenia. W roku 1915 skorzystała z zaproszenia od Feliksa Kleina, by przenieść się na wydział matematyki Uniwersytetu w Getyndze, gdzie działali ówcześni najwybitniejsi matematycy niemieccy. Wykładała jako asystentka Dawida Hilberta. Zarówno Hilbert, jak i Klein bezskutecznie zabiegali w Ministerstwie Edukacji o przyznanie jej tytułu profesora wraz z wynagrodzeniem, argumentując, że w przeciwnym razie Getynga straci wybitnego matematyka.
W 1918 roku udowodniła fundamentalne twierdzenie, tzw. twierdzenie Noether, które wiąże symetrie (niezmienniczości) praw fizyki z zasadami zachowania pewnych wielkości fizycznych. W latach 1922–1933 była profesorem Uniwersytetu w Getyndze, skąd została usunięta przez nazistów z powodu żydowskiego pochodzenia. Uczyła studentów nielegalnie, potajemnie przyjmując ich we własnym mieszkaniu. W październiku 1933 roku wyjechała do Stanów Zjednoczonych. Wykładała matematykę w Bryn Mawr College i pracowała naukowo w Institute for Advanced Study w Princeton.
Była pierwszą kobietą, która wygłosiła wykład plenarny na Międzynarodowym Kongresie Matematyków. Miało to miejsce w Zurychu w roku 1932.
W algebrze od jej nazwiska pochodzi nazwa pojęcia pierścienia noetherowskiego oraz nazwa twierdzenia Laskera–Noether.
Po jej niespodziewanej śmierci (zmarła w trakcie rekonwalescencji po operacji usunięcia nowotworu) Einstein napisał do „New York Timesa”:
„Panna Noether była najwybitniejszym kreatywnym geniuszem matematycznym, jaki pojawił się od czasu udostępnienia kobietom wyższej edukacji”.